# Sete rixis

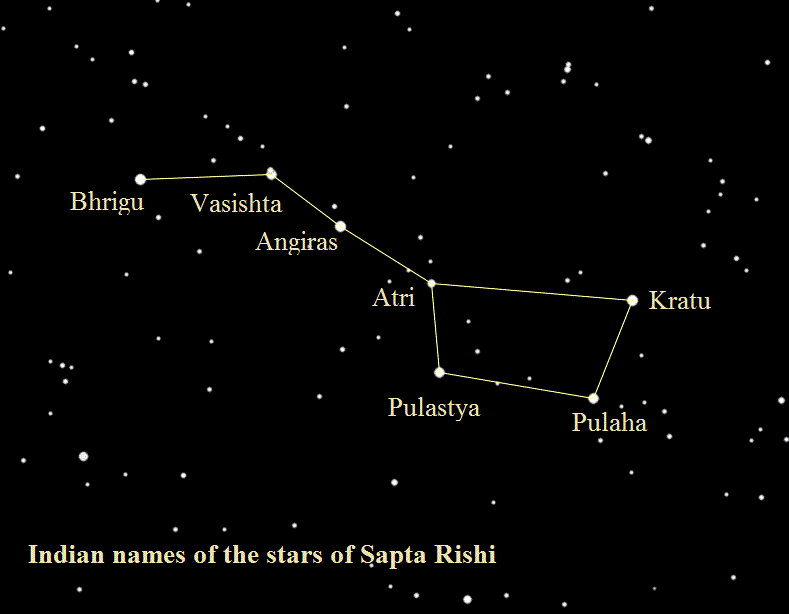
Na astronomia hindu tradicional, as sete estrelas do Grande Carro são identificadas com os nomes dos sete rixis

Os sete rixis (em sânscrito:  सप्तर्षि, transl. saptarṣī) são os sábios da Índia Antiga que são exaltados em muitos lugares nos Vedas e outras literaturas hindus. Os samhitas védicos nunca enumeram esses rixis pelo nome, embora textos védicos posteriores, como os brâmanas e os upanixades, o façam.
Um protótipo inicial do conceito de "saptarishi" pode derivar das seis famílias associadas aos seis "Livros da Família" no Rigueveda samhita (Mandalas 2–7 em ordem crescente: Gṛtsamāda, Viśvāmitra, Vāmadeva, Atri, Bhardwaja, Vasiṣṭha). Embora não seja um "Livro de Família", a Mandala 8 é atribuída principalmente a Kaṇva, que poderia ser considerado o 7.º protótipo dos sete rixis.
A lista formal mais antiga dos Sete Rishis é dada pela brâmana de Jaiminiya 2.218–221: Agástia, Atri, Bhardwaja, Gautam, Jamadagni, Vashistha e Vishvamitra, seguido pelo upanixade de Brihadaranyaka 2.2.6 com uma lista ligeiramente diferente: Atri, Bharadwaja, Gautama, Jamadagni, Caxiapa, Vashistha e Vishwamitra. O tardio brâmane de Gopatha 1.2.8 cita Vashistha, Vishvamitra, Jamadagni, Gautama, Bharadvaja, Gungu, Agástia e Caxiapa.
Nos textos pós-védicos, aparecem diferentes listas; alguns desses rixis foram reconhecidos como os 'filhos nascidos da mente' (em sânscrito:  मनस पुत्र, manasputra) de Brama, a representação do Ser Supremo como Criador. Outras representações são Mahesh ou Xiva como o Destruidor e Vixnu como o Preservador. Como esses sete rishis também estavam entre os oito rishis primários, que eram considerados os ancestrais dos Gotras dos brâmanes, o nascimento desses rixis foi mitificado.
Na antiga astronomia indiana, o asterismo do Grande Carro (parte da constelação da Ursa Maior) tem sete estrelas representando sete rixis, ou seja "Vashistha", "Marichi", "Pulástia", "Pulaha", "Atri", "Angiras" e "Kratu". Há outra estrela ligeiramente visível dentro dela, conhecida como "Arundhati". Arundhati e Vashishtha são casados e juntos formam o duplo Mizar.
De acordo com a lenda, os sete Rishis no próximo manvantara serão Diptimat, Galava, Parashurama, Kripa, Drauni ou Ashwatthama, Viasa e Rishyasringa.